# Agustín Sánchez Vidal
Agustín Sánchez Vidal (Cilleros de la Bastida, Salamanca, 1948), catedrático de Historia del Cine de la Universidad de Zaragoza, ensayista, guionista y novelista.

## Vida y obra
Su juventud transcurre en Logroño, trasladándose posteriormente a Zaragoza para estudiar Filosofía y Letras, donde impartió clases de Literatura española y a partir de 1991 de Historia del Cine y Otros Medios Audiovisuales, cátedra de nueva creación que obtuvo ese año. 
En 1974 se doctoró con una tesis sobre Miguel Hernández, que publicaría dos años más tarde con el título de Miguel Hernández desamordazado y regresado. Más adelante, en 1986, aportó materiales de difícil acceso o inéditos del epígono de la generación del 27, como su Epistolario, sus dramas El torero más valiente y La tragedia de Calisto, y prosas inéditas. Publicó asimismo diversos trabajos sobre Joaquín Costa, entre los que destacan la aparición en 1981 de la novela inacabada del escritor regeneracionista Justo de Valdediós. 
En 1980 viaja a México para preparar con Luis Buñuel la edición de la obra literaria del cineasta. De ahí surgió Luis Buñuel, obra literaria (1982), tras el que seguirían fecundos estudios sobre la obra cinematográfica de Buñuel, de quien Sánchez Vidal se ha convertido en uno de sus mayores estudiosos. A esta labor pertenecen Luis Buñuel, obra cinematográfica (1984), Vida y opiniones de Luis Buñuel (1985), Luis Buñuel (1992) y El mundo de Luis Buñuel (1993).
En esta línea emprendió el proyecto de elaborar importantes monografías sobre los directores de cine aragoneses, los Jimeno (pioneros del cine español), Chomón, Florián Rey, Forqué, Borau y Saura, con sus libros El cine de Carlos Saura (1988), Borau (1990), El cine de Florián Rey (1991) y El cine de Segundo de Chomón (1992). En 1994 escribió el libro Los Jimeno y los orígenes del cine en Zaragoza y en 1997 aparece El Siglo de la Luz, que disecciona la historia del cine en Zaragoza desde sus orígenes hasta nuestros días. El mismo año aparece su Historia del cine, un manual de divulgación para todos los públicos, fruto de su larga experiencia académica e investigadora en esta materia.
En 1988 obtuvo el prestigioso premio de ensayo «Espejo de España» de la editorial Planeta con el trabajo Buñuel, Lorca, Dalí: el enigma sin fin. En 1990 otro sorprendente ensayo, Sol y sombra, analiza objetos cotidianos como el futbolín, el abrelatas, la etiqueta de Anís del Mono o las gafas de sol, indagando sus orígenes e influencia social; el libro está escrito con un estilo ágil y desenfadado, pero no exento de rigor académico. En 1999 recoge sus artículos periodísticos en el libro El rabo por desollar.
Como especialista en la convivencia de Buñuel, Lorca y Dalí desde la época de la Residencia de Estudiantes, y amigo de Carlos Saura, colabora en la redacción del guion de la película que el director oscense dirigió sobre ellos, Buñuel y la mesa del rey Salomón en 2001.
Su primera novela, La llave maestra (2005) es una intriga de espionaje y aventuras que transcurre en dos tiempos: el siglo XVI de Felipe II y el XXI que utiliza una documentación exhaustiva tanto de la historia como de las últimas teorías científicas. En 2008 gana el premio Primavera de novela con su segunda ficción, Nudo de Sangre.
En 2016 escribe Viñetas.

## Galardones
- 1988. Premio Espejo de España de ensayo por Buñuel, Lorca, Dalí: el enigma sin fin.
- 2008. Premio Primavera de Novela por Nudo de Sangre.[1]
- 2016. Premio de las Letras Aragonesas por el conjunto de su obra.